# Rata Die
Rata Die （「ラタ・ディエ」あるいは「ラタ・ダイ」）は、暦の計算を目的として、暦に依存せず、暦日（時刻を含むこともある）に数字を割り当てるシステムである。
R.D. と略すこともある。
これはラテン語の女性単数形の奪格の「固定の日から(英: from a fixed date)」に因んで、ハワード・ジェイコブソンによって命名された。

。
Rata Die は、値が 1 日ごとに 1 ずつ増加する単純な実数であるという点で、ユリウス通日 (JD) に似ている。
これらのシステムの主な違いは、JD は特定の時間に特定の値を取り、すべてのコンテキストで同じであるのに対し、
R.D. は実装に応じてタイムゾーンに相対的である可能性がある点である。
このため、R.D. は暦日の作業に適しており、JD は時間自体の作業に適している。
これらのシステムは、エポックが異なるという点でも些細な違いがある。
R.D. は、先発グレゴリオ暦の西暦1年1月1日の現地時間の深夜 (00:00) に1になるが、 JD は、先発ユリウス暦で紀元前4713年1月1日の世界時の正午 (12:00) に 0 になる。

## 形式
R.D. には 3 つの異なる形式があり、ユリウス通日を使用して定義されている。
Dershowitz と Reingold は、これら 3 つの形式を明確に区別せず、すべてに「R.D.」という略語を使用している。
Dershowitz と Reingold は、R.D. が世界時に基づいているとは述べていないが、「Calendrical Calculations」の10 ページには小数を含む R.D. はモーメント(英: moment)と呼ばれ、関数 moment-from-jd は浮動小数点 R.D. を引数として受け取り、 -1721424.5 を返すと記載されている。
したがって、タイムゾーンオフセットを指定する必要も、その機会もない。

### 小数による時刻
R.D. の最初の形式は、継続的に増加する小数であり、現地時間の午前0時に整数値をとる。
次のように定義される:
{\displaystyle RD=JD-1~721~424.5}
先発グレゴリオ暦の紀元前1年12月31日の現地時間の午前0時は、ユリウス日 {\displaystyle 1~721~424.5} に相当し、したがって R.D. は 0 になる。

### 日番号
2番目の形式では、R.D. は、現地時間の午前0時から翌午前0時までの1日全体を表す整数である。
これは、R.D. の最初の形式を小さい方（負の無限大方向）に丸めた結果である。
これは、ユリウス日とユリウス日番号 (JDN) の関係と同じとなる。
つまり、次のようになる:
{\displaystyle RD=\lfloor JD-1~721~424.5\rfloor }

### 昼番号
3番目の形式では、R.D. は正午を表す整数であり、他の時間帯を表すことはできない。
これは次のように定義される:
{\displaystyle RD=JD-1~721~425}
ここで、R.D. 値は整数でなければならないため、JD の選択が制限される。
この形式の R.D. は、異なる境界で日を区切る暦の間での日付の変換に、Dershowitz と Reingold によって使用されている。